# Iñigo Calderón
Iñigo Calderón Zapatería (Vitoria, Álava, 4 de enero de 1982) es un exfutbolista y entrenador español que jugó en la demarcación de defensa. Actualmente dirige al Bristol Rovers de la EFL League One.

## Trayectoria

### Como jugador
Íñigo Calderón es nieto de Antonio Calderón Alcalde,guardameta en los años 40-50 de diferentes equipos como el Sevilla C.F. o el Deportivo Alavés, por lo que su afición por el fútbol y el equipo albiazul tiene origen familiar.
Con 18 años de edad debutó como futbolista en las categorías inferiores del Deportivo Alavés, más concretamente en el Deportivo Alavés "C", donde jugó durante una temporada antes de subir al Deportivo Alavés "B" en 2ªB, donde jugó tres temporadas.
En verano de 2004 fichó por el Alicante CF hasta 2007. Durante su estancia en el club ganó la Segunda División B de España en las temporadas 2004/2005 y 2006/2007, convirtiéndose además en capitán del equipo.
Finalmente tras acabar contrato en junio de 2007 en el club alicantino volvió al Deportivo Alavés, que atravesaba una difícil situación económica. Tuvo una difícil competencia en la primera temporada con David Coromina, pero en la segunda se impuso a Iban Fagoaga. Lamentablemente el Deportivo Alavés descendió en la temporada 2008-2009 y se vio obligado a abandonar el equipo al no contar con él.
Tras medio año estando libre, finalmente en el mercado invernal de 2010 el Brighton & Hove Albion FCse hizo con sus servicios. Un año después ganó la Football League One, ascendiendo así de categoría. Pronto se convirtió en un jugador fundamental, ídolo de la grada y capitán del equipo.
En julio de 2016, el lateral derecho se incorporó a la pretemporada del Anorthosis Famagusta chipriota, club con el que firmó contrato por un año después de siete temporadas en el Brighton.El 19 de julio de 2017, se marchó a Chennaiyin de Indiadonde permaneció hasta su retiro del fútbol profesional en 2019.

### Como entrenador
Durante los últimos años de su carrera, Calderón obtuvo la UEFA Pro Licence antes de regresar a su antiguo club, el Alavés, como asistente técnico de las reservas tras su retiro.En junio de 2023, regresó a Brighton & Hove Albion y fue nombrado entrenador del equipo sub-18.
El 26 de diciembre de 2024, fue anunciado como entrenador del Bristol Rovers y firmó un contrato hasta junio de 2027.

## Clubes

### Como futbolista
| Club                   | País       | Año       | Partidos | Goles |
| ---------------------- | ---------- | --------- | -------- | ----- |
| Deportivo Alavés "C"   | España     | 2000-2001 | ¿?       | ¿?    |
| Deportivo Alavés "B"   | España     | 2001-2004 | 71       | 1     |
| Alicante CF            | España     | 2004-2007 | 84       | 5     |
| Deportivo Alavés       | España     | 2007-2009 | 54       | 1     |
| Brighton & Hove Albion | Inglaterra | 2010-2016 | 232      | 19    |
| Anorthosis Famagusta   | Chipre     | 2016-2017 | 32       | 3     |
| Chennaiyin             | India      | 2017-2019 | 32       | 4     |

### Como entrenador
| Club           | País       | Año   |
| -------------- | ---------- | ----- |
| Bristol Rovers | Inglaterra | 2024- |

## Palmarés

### Como jugador

#### Campeonatos nacionales
| Título                       | Club                   | País       | Año     |
| ---------------------------- | ---------------------- | ---------- | ------- |
| Segunda División B de España | Alicante CF            | España     | 2004-05 |
| Segunda División B de España | Alicante CF            | España     | 2006-07 |
| Football League One          | Brighton & Hove Albion | Inglaterra | 2010-11 |
| Superliga de India           | Chennaiyin             | India      | 2017-18 |